# 聖澤維爾大學
聖澤維爾大學（英語：Saint Xavier University，縮寫：SXU）是位於美國伊利諾伊州芝加哥的一所私立大學，成立於1846年。最早是一個慈悲修女會成立的女子學院，原校區在1871年芝加哥大火中毀去。2015年《美國新聞與世界報道》在“中西部大學”排名中將其列在第49位。

## 外部連結
- Official website （页面存档备份，存于）
- Official athletics website （页面存档备份，存于）
- About SXU
- National League for Nursing - Centers of Excellence
- Visual Arts Center at Saint Xavier University
- Conference for Mercy Higher Education （页面存档备份，存于）
- Online Programs （页面存档备份，存于）

41°42′31″N 87°42′53″W / 41.708611°N 87.714722°W